# 快舟系列运载火箭
快舟系列运载火箭是中华人民共和国开发的一型快速响应运载火箭系列，由中国航天科工集团公司 (CASIC) 的子公司 ExPace 制造，作为其商业运载火箭。快舟一号和快舟一号甲火箭自2013年起投入飞行，由三级固体燃料火箭组成，卫星系统还包括一个液体燃料第四级。快舟十一号火箭于2020年7月首次飞行失败（2022年第二次飞行成功），是一款更大的火箭，能够将1,500公斤（3,300磅）的有效载荷发射到低地球轨道。目前大型运载火箭快舟-21和快舟-31正在研发中。